# رورد لیخسترا
رورد لیخسترا (هلندی: Ruurd Leegstra; ۲۹ ژوئن ۱۸۷۷ – ۱۷ ژانویهٔ ۱۹۳۳) قایقران روئینگ اهل هلند بود.